# Dorfkirche Nobitz

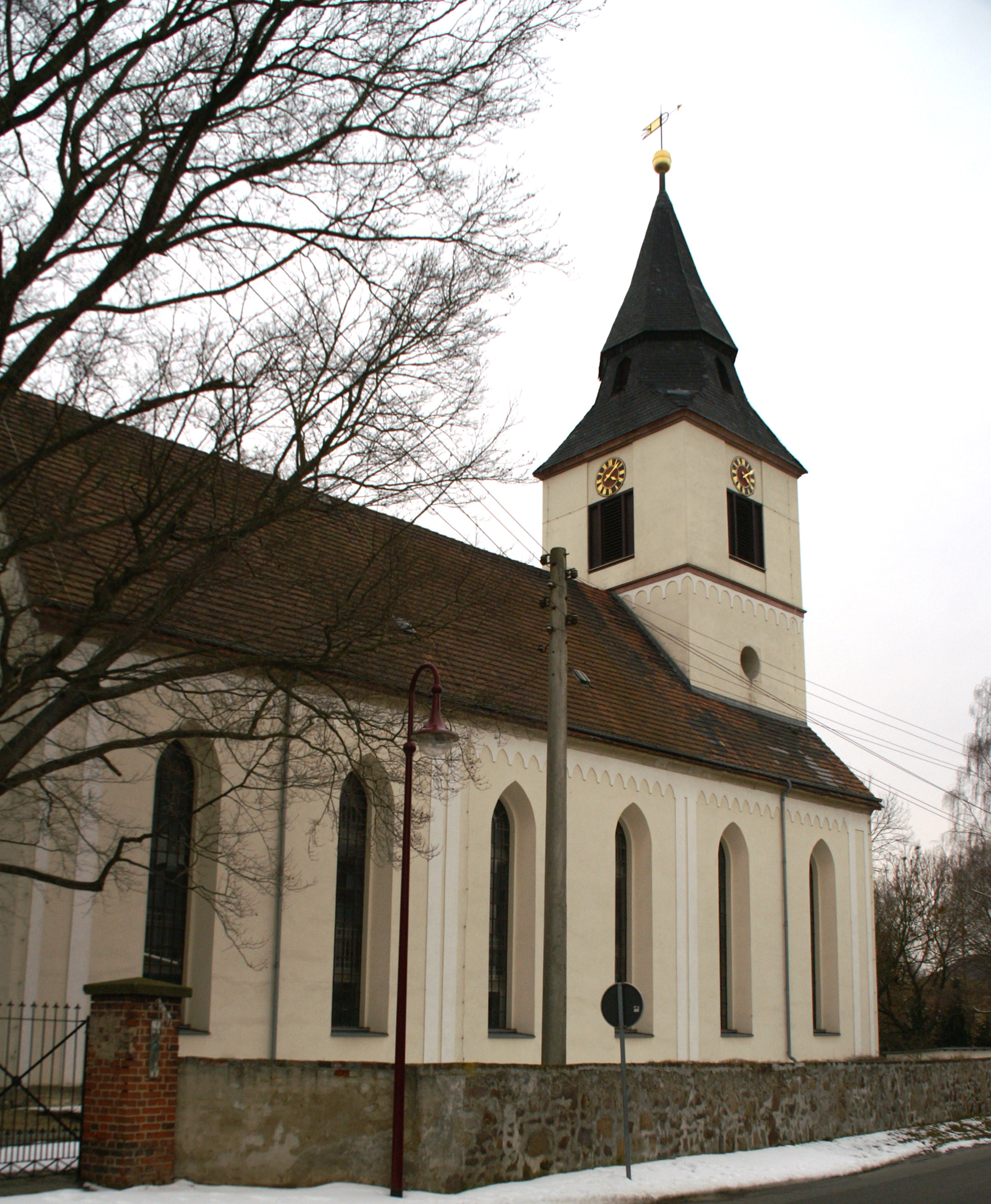
Dorfkirche Nobitz

Die evangelisch-lutherische Dorfkirche Nobitz steht mitten in der Gemeinde Nobitz auf einer  kleinen Anhöhe im Landkreis Altenburger Land in Thüringen.

## Geschichte
Eine Kirche wurde bereits 1166 in Nobitz erwähnt. Sie wurde im Laufe der Zeit so gestaltet, dass sie den Anforderungen der Gemeinde genügte.
1819 wurde die Kirche durch einen kalten Wetterschlag so schwer beschädigt, dass sie abgetragen und neu gebaut werden musste. 1822 wurde der neue Grundstein gelegt. Der Bau ging rasch voran, aber am Abend des 18. Oktober 1823 stürzte um 9 Uhr der Kirchturm zusammen und fiel in das Kirchenschiff. Nach kurzer Zeit wurde der Turm wieder aufgebaut und 1829 vollendet. Die neue Kirche erhielt am 27. September 1829 ihre Weihe.

## Architektur
Die im klassizistischen Stil gebaute Dorfkirche ist hell und geschmackvoll gestaltet. Sie bildet ein längliches Rechteck mit Flachdecke und Spitzbogenfenstern. Der Turm mit dem Haupteingang befindet sich an der Westseite mit Zugang zu den Emporen. Er hat einen quadratischen Grundriss und ist mit einem geknickten Helm sowie Turmkugel und Wetterfahne bekrönt.
Der Altar steht im östlichen Teil des Kirchenschiffes. Darüber befindet sich die Kanzel. Gegenüber steht die Orgel von Orgelbauer Poppe aus Stadtroda mit 29 Registern auf zwei Manualen und Pedal. Sie ist nicht mehr spielbar. Als vorübergehenden Ersatz wurde eine elektronische Orgel angeschafft. Die Kirche wurde von 1991 bis 1993 von außen saniert.